# Плішня

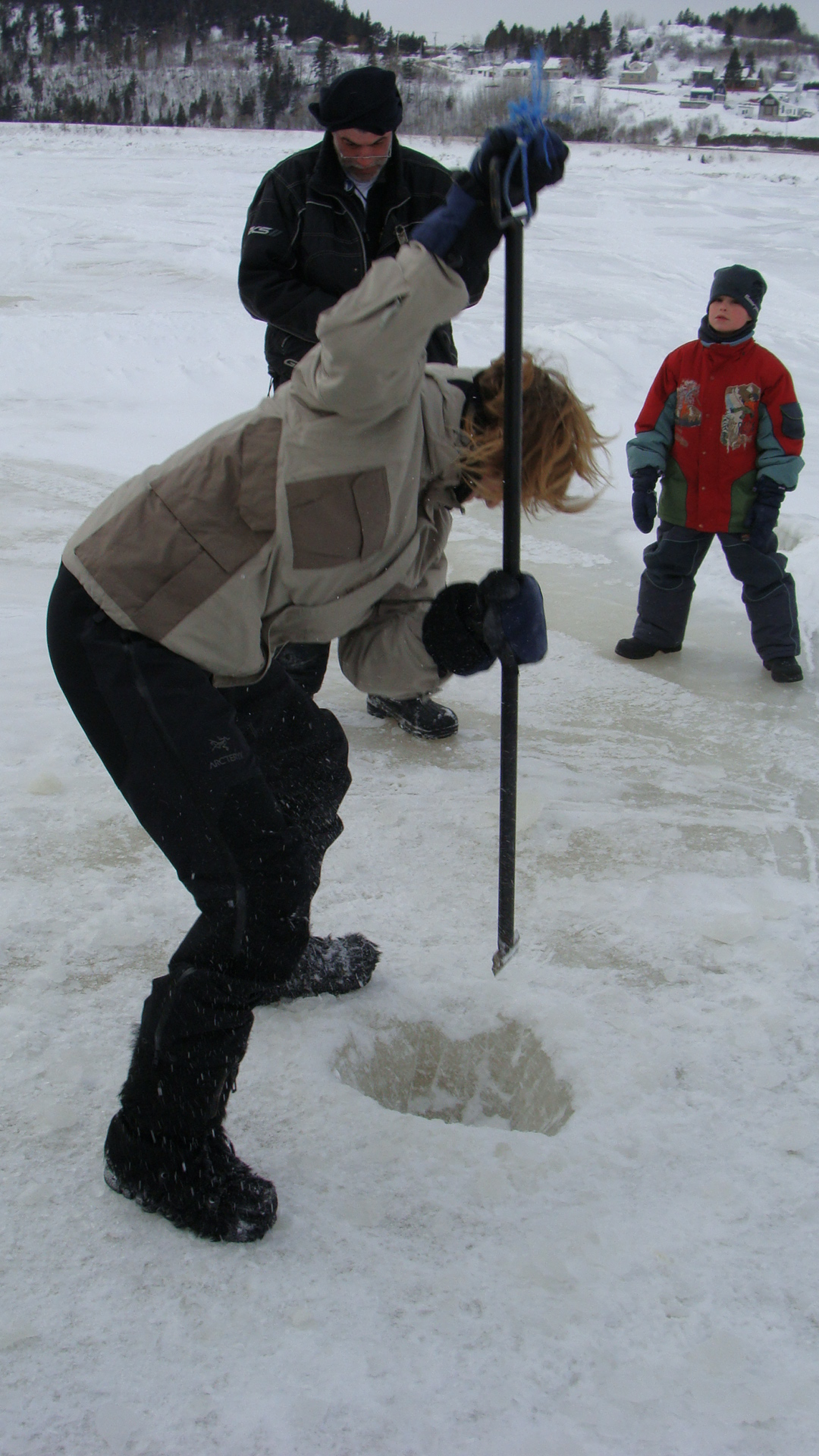
Робота плішнею

Плішня́, рідше пішня́ (прасл. *pěšьnja, пор. *pestъ, *pьxati; вставне «л» пояснюють зближенням з пліха, плішка) — інструмент для пробивання льоду та довбання мерзлої землі. Рід дерев'яного лома з металевим наконечником.
Для роблення ополонок колись також використовували великий цільнометалевий тригранний лом, відомий як «шемінь».

## Застосовування
Плішні уживаються переважно рибалками для пробиття лунок (замість льодобурів), ополонок та безпечного ходіння по льоду. Навіть коли для пророблення лунок уживають льодобур, її часто доводиться розширяти, тут-то на допомогу приходить плішня. На весняному або ранньому льоді риболовля може бути небезпечною. У такому разі плішнею простукують лід перед собою: якщо він витримує удар, значить, витримає і вагу людини.
Рибальська плішня має бути легкою та зручною, що особливо актуально для далеких зимових риболовних походів.

## Будова
Плішня складається з дерев'яного держака та металевого стрижня. Дерево тут застосовується для того, щоб не замерзали руки від холоду металу. Довжина держака може бути від 90 см до 1,5 м. Плішні з короткими держаками підходять для льоду до 40 см завтовшки, для товстішого потрібен довший держак. Для зручності держак споряджається темляком у верхній частині (щоб випадково не втопити в ополонці) та виїмками для обхоплення руками (вони перешкоджатимуть сковзанню).
Наконечники плішні зазвичай робляться зі міцної сталі діаметром 10-15 мм. Вони бувають різної форми та з різними кутами загострення. Для пробивання льоду кут має бути 11-17 градусів. Необхідно пильнувати гостроту наконечника — тупі плішні погано рубають лід та спричиняють багато шуму, який лякає рибу. Наконечник може мати форму списа, півкруглої лопатки, долота. Наконечник у формі списа квадратного перерізу зручний для сухого льоду, добре проникає у товщу, перетворюючи лід на дрібну крихту. Таким наконечником рубають тільки лунки з нахиленими стінками. Наконечник у формі півкруглої лопатки підходить як для сухого, так і для мокрого льоду. Він застосовується для вирублювання лунок з прямими стінками. Наконечник у формі теслярського долота підходить майже для всіх типів льоду. Він рубає лід, не розбризкаючи воду та не спричиняючи шуму. Сучасні плішні іноді робляться зі змінними наконечниками, що робить їх універсальними.

## Саморобна плішня

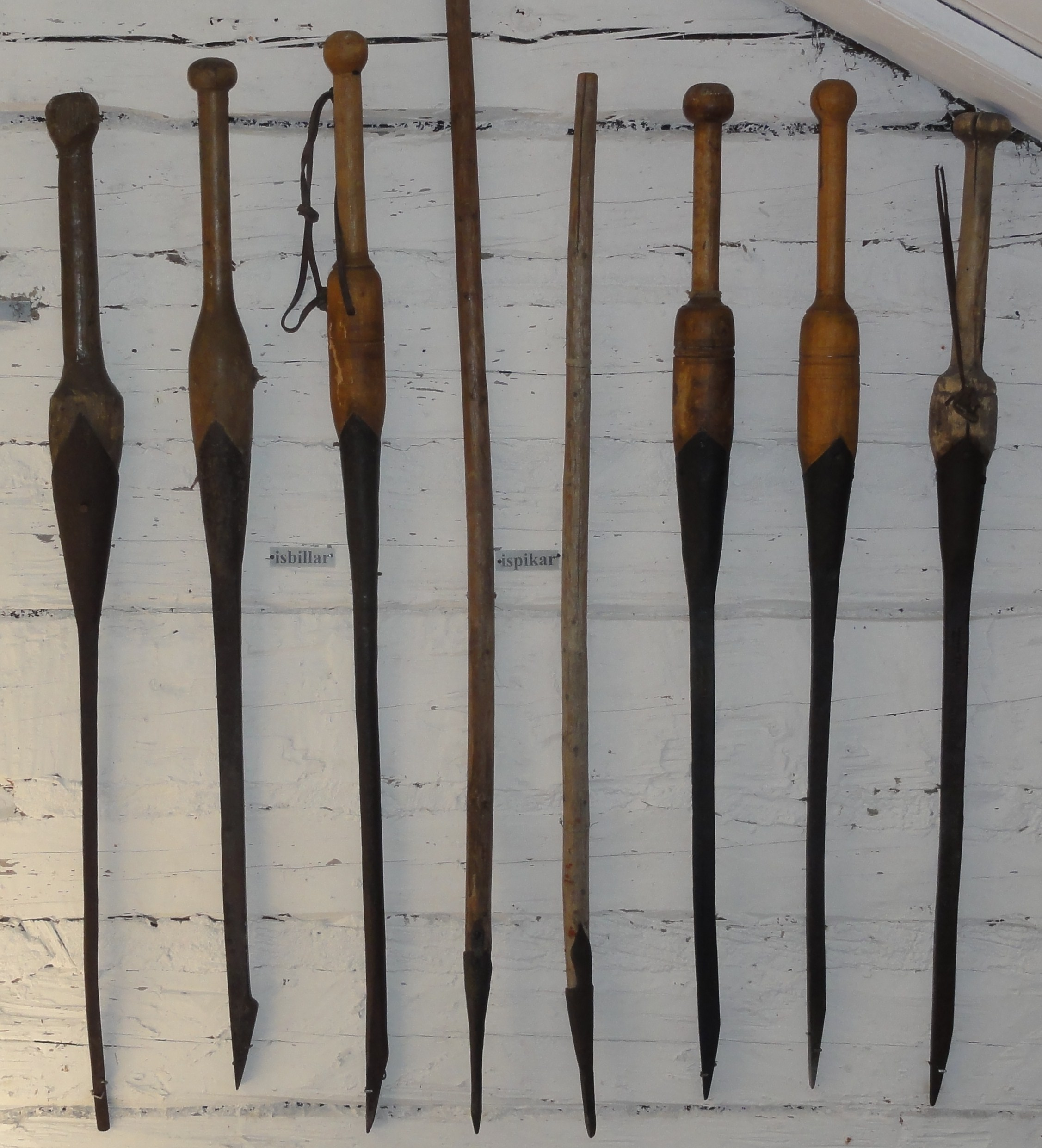
Плішні в музею у Вірі, Швеція

Плішню можна зробити й самотужки. Як стрижень плішні підійде старий рашпіль або терпуг, великого розміру, бажано широкого профілю. З одного його кінця за допомогою шліфовальної машини або грубого наждакового круга знімається однобічна фаска, яка потім обробляється дрібним наждаком. Отриманий наконечник буде у формі теслярського долота. На другий кінець наварюється відтинок залізної труби 20-30 см завдовжки, діаметром близько 40 мм. У верхній частині трубки просвердлюється отвір під цвях або шуруп.
Замість держака плішні можна використовувати звичайний держак від лопати або від вил. На одному його кінці насаджується трубка стрижня, закріплюється цвяхом або шурупом, на другому — крізь отвір простромляється страхувальний темляк.